# Murphy Brown
Murphy Brown is een Amerikaanse komedieserie, die op de Amerikaanse televisie werd uitgezonden van 1988 tot 1998. In 2018 besloot CBS om weer een seizoen van dertien afleveringen te maken. De eerste aflevering werd op 27 september 2018 in Amerika uitgezonden. 
Candice Bergen speelt de rol van Murphy Brown, een sterverslaggeefster en ankervrouw bij het fictieve nieuwsmagazine FYI.
Bergen ontving vijf Emmy's voor haar vertolking van deze rol.

## Rolverdeling
- Candice Bergen - Murphy Brown
- Faith Ford - Corky Sherwood
- Charles Kimbrough - Jim Dial
- Joe Regalbuto - Francis Fontana
- Robert Pastorelli - Eldin Bernecky
- Grant Shaud - Miles Silverberg
- Pat Corley - Phil
- Lily Tomlin - Kay Carter-Shepley